# Resolució 2150 del Consell de Seguretat de les Nacions Unides
La Resolució 2150 del Consell de Seguretat de les Nacions Unides fou adoptada per unanimitat el 16 d'abril de 2014. El Consell va condemnar la negació del genocidi de Ruanda. També va demanar que es reprengui la lluita contra el genocidi i que tots els països signin la Convenció per a la Prevenció i la Sanció del Delicte de Genocidi.

## Contingut
El Consell de Seguretat ha posat èmfasi en la importància de la Convenció per a la Prevenció i la Sanció del Delicte de Genocidi i la responsabilitat dels Estats de respectar i garantir els drets dels seus ciutadans. Especialment, l'educació era important per evitar els genocidis en el futur.
Es va establir el Tribunal Penal Internacional per a Ruanda per castigar els responsables del genocidi de Ruanda el 1994. Més d'un milió de persones hi van morir. Nou responsables encara eren fugitius. El 7 d'abril va ser establert el 2003 per l'Assemblea General de les Nacions Unides com el Dia Internacional per a recordar el genocidi de Ruanda el 1994.
Les Forces Democràtiques per a l'Alliberament de Ruanda (FDLR) eren les autores del genocidi el 1994. Hi ha sancions de l'ONU contra el grup, que actualment està operant a la República Democràtica del Congo i provocant víctimes.
El Consell de Seguretat va condemnar la negació del genocidi de Ruanda i va demanar als països lluitar contra aquest nou delicte. També es va demanar als països que encara no havien ratificat el Conveni sobre el genocidi considerar fer-ho.